# 偉関晴光
偉関 晴光（いせき せいこう、1962年7月2日 - ）は、中華人民共和国・広西省出身の日本の元卓球選手、卓球指導者。中国広西スポーツ専門学校卒業。株式会社偉関所属。中国名「韋 晴光（ウェイ・チングァン）」。妻は同じく中国出身の元卓球選手で、平成10年度全日本選手権混合ダブルスチャンピオンの偉関絹子（中国名「石 小絹）。木下マイスター東京のコーチ及び台湾男子ナショナルチーム監督を務める。

## 経歴
中国選手時代には、1987年世界選手権ニューデリー大会ダブルス優勝、1988年ソウルオリンピックダブルス金メダル (両者とも、パートナーは陳龍燦) など、輝かしい成績を残した。
1991年に一度現役を引退したが、後に日本で現役復帰。熊本の実業団チーム壽屋→ラララでプレーして日本リーグで活躍した。
1997年には日本国籍を取得。全日本選手権男子シングルス初出場初優勝の快挙を達成。翌1998年も優勝したほか、計4回にわたって同タイトルを制した。以降、国内で数多くのタイトルを獲得。シドニー五輪などの、国際試合の舞台でも活躍を見せた。
2007年の秋田わか杉国体へ、地元開催の秋田県チームとしての出場を最後に、引退した。
2009年より、東京都北区にて卓球場『偉関卓球ランド』を運営している。またJOCエリートアカデミーでコーチを務める。
2021年度、JOCエリートアカデミー男子監督を務める。

## プレースタイル
フットワークを大きく使わずに、バックブロックなどで相手を揺さぶり、相手の体勢が崩れたところをドライブで狙い打った。ドライブの威力は大きく衰えず、特にカット主戦型との対戦を得意とし、松下浩二や渋谷浩との対戦に分があった。また、プレーでミスをすると、中国語で哎呀（アイヤー）と言うときがある。

## 主な戦績

### 中国時代
1987年
- 世界卓球選手権（ニューデリー大会）男子ダブルス 優勝（陳龍燦ペア）

1988年
- ソウルオリンピック 男子ダブルス 金メダル（陳龍燦ペア）
- 第9回アジア卓球選手権（新潟大会）男子ダブルス 優勝（陳龍燦ペア）、男子団体 優勝

1989年
- 世界卓球選手権（ドルトムント大会）男子ダブルス 3位（陳龍燦ペア）

1990年
- アジア競技大会（北京大会）男子シングルス 準優勝、混合ダブルス 優勝（鄧亞萍ペア）

### 日本時代
1997年
- 平成9年度全日本卓球選手権大会 男子シングルス 優勝

1998年
- 第14回アジア卓球選手権（大阪大会）男子シングルス 準優勝
- 平成10年度全日本卓球選手権大会 男子シングルス 優勝
- 第3回ジャパントップ12卓球大会 男子シングルス 優勝

2000年
- 世界卓球選手権（クアラルンプール大会）男子団体 3位
- 第15回アジア卓球選手権（ドーハ大会）男子ダブルス 3位（木方慎之介ペア）
- 平成12年度全日本卓球選手権大会 男子シングルス 優勝
- 第5回ジャパントップ12卓球大会 男子シングルス 優勝

2001年
- 第6回ジャパントップ12卓球大会 男子シングルス 優勝

2003年
- 第8回ジャパントップ12卓球大会 男子シングルス 優勝

2004年
- 平成15年度全日本卓球選手権大会 男子シングルス 優勝
- 第9回ジャパントップ12卓球大会 男子シングルス 優勝